# Albert Kahn
Albert Kahn (Rhaunen, 21 marzo 1869 – Detroit, 8 dicembre 1942) è stato un architetto statunitense di origini ebraiche, nato in Germania. Noto per le sue opere di architettura industriale.

## Biografia

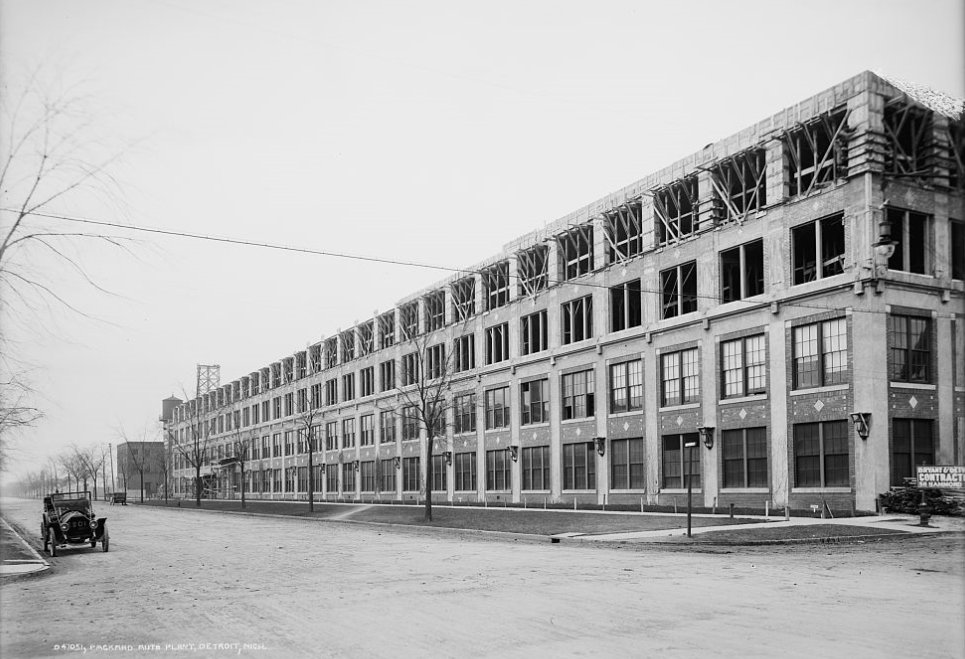
Packard Automotive Plant, 1903

Kahn nacque in Germania a Rhaunen, un comune della Renania-Palatinato, in una famiglia di origine ebraica, figlio di un rabbino e di un'artista. Si trasferì negli Stati Uniti all'età di undici anni. A causa di motivi economici, Kahn fu costretto ad abbandonare gli studi e incominciò a lavorare presso lo studio Manson&Rice, dove rimase dal 1885 al 1895.

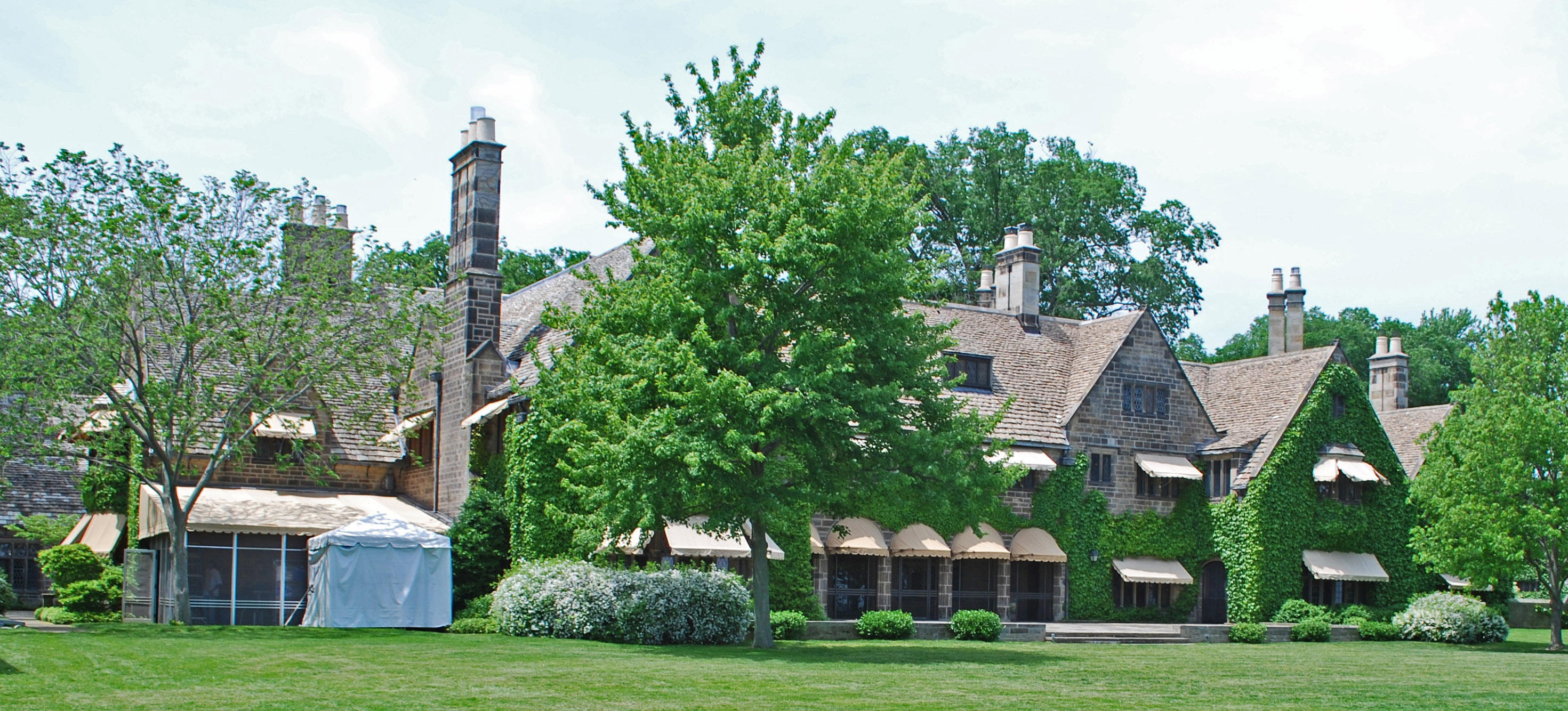
Edsel and Eleanor Ford House, 1927

Dopo aver vinto una borsa di studio della rivista American Architect and Building News nel 1891, Kahn soggiornò per un anno in Europa assieme a Henry Bacon e approfondì la sua competenza nell'architettura.
Assieme al fratello ingegnere Julius, realizzò i suoi primi progetti che gli dettero notorietà a cavallo del XX secolo, tra i quali si possono citare le officine e gli stabilimenti della Packard (1903) e della Ford (1913) a Detroit, innovativi sia per l'utilizzo della produzione in serie, sia per lo stile, grazie alle strutture con l'intelaiatura in ferro e l'uso del cemento armato al posto del legno, importante per motivi di sicurezza e per economizzare lo spazio interno.

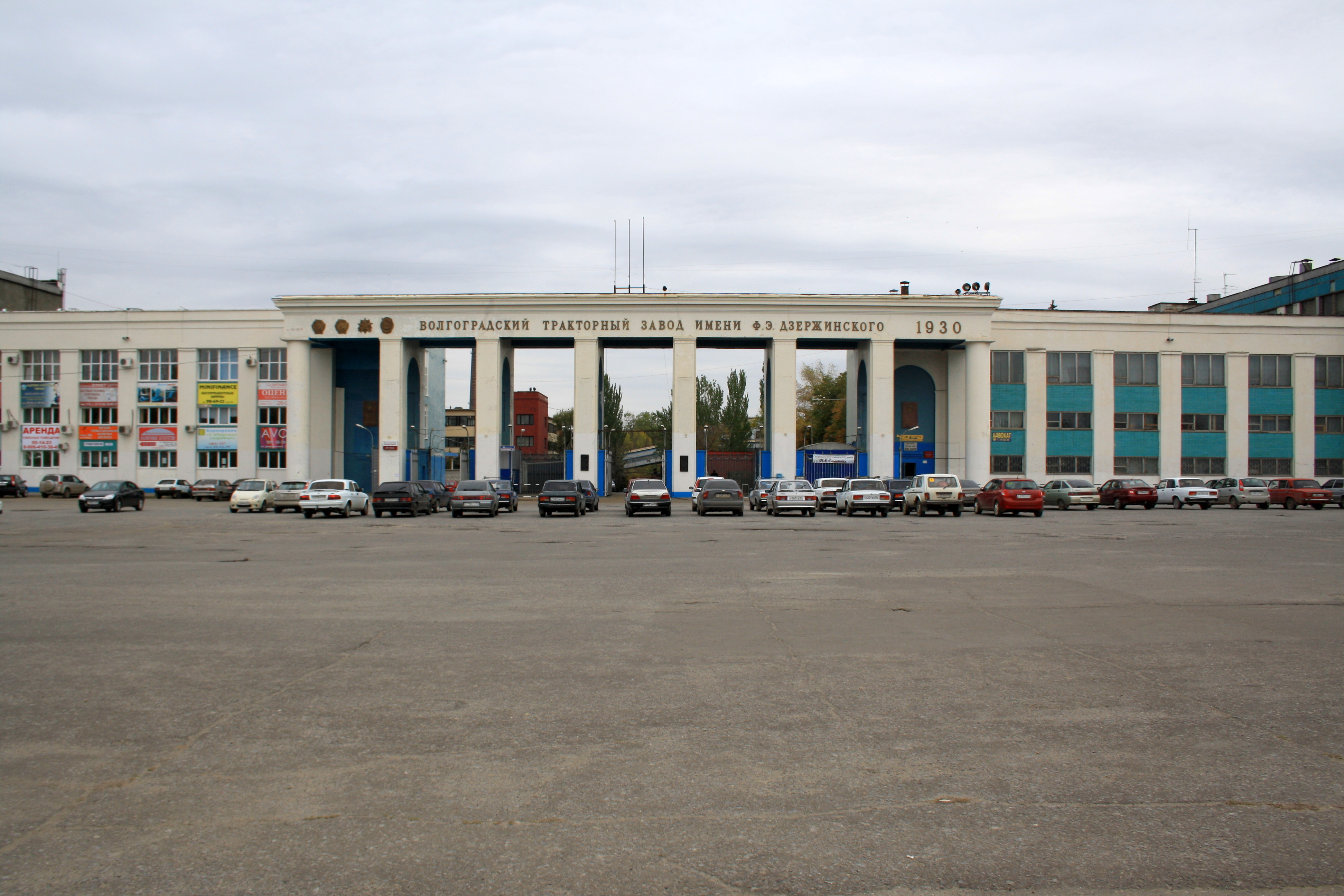
Fabbrica di trattori a Volgograd, 1930

I suoi progetti postmoderni si distinsero per l'attenzione e l'ottimizzazione degli spazi industriali e delle innovazioni nelle modalità produttive industriali.
Nel 1928 completò nello stile Art déco la costruzione del Fisher Building nel centro di Detroit premiato dalla Architectural League di New York come la struttura commerciale più bella dell'anno.
Dal 1929 al 1932 Kahn lavorò in Unione Sovietica presso il suo studio moscovita, realizzando 521 stabilimenti e fabbriche nell'ambito del primo piano quinquennale sovietico, tra i quali la fabbrica di trattori di Čeljabinsk, Charkiv, Mosca (automobili), Kramators'k (aeronautica), la Fabbrica di trattori di Stalingrado (trattori) e Magnitogorsk (acciaio).
Kahn progettò anche banche, edifici per uffici, edicole, mausolei, ospedali, residenze private e durante le guerre mondiali strutture militari e basi navali.
Nelle opere successive Kahn fece prevalere lo stile dell'eclettismo decorativo, come nella Biblioteca Pubblica e nel Fisher Building a Detroit, alla Chrysler Corporation (1938) a Warren, e alla Università del Michigan ad Ann Arbor (ventitré edifici tra il 1903 e il 1938). Kahn realizzò progetti in numerosi stili, come ad esempio quello rinascimentale, neoclassico, Tudor o Art déco.
Nel 1937, Albert Kahn era responsabile del venti per cento circa di tutte le fabbriche progettate dagli architetti negli Stati Uniti
e complessivamente lavorò su oltre mille commissioni di Henry Ford (impianti di assemblaggio in quattro continenti, Europa, America, Asia, Oceania) e su numerose commissioni di altre case automobilistiche, tra cui General Motors (centocinquanta progetti), Chrysler.
I suoi progetti ebbero una grande influenza in Europa dove diffusero l'architettura moderna, mentre in America ebbero successo soprattutto nelle costruzioni industriali.

## Opere

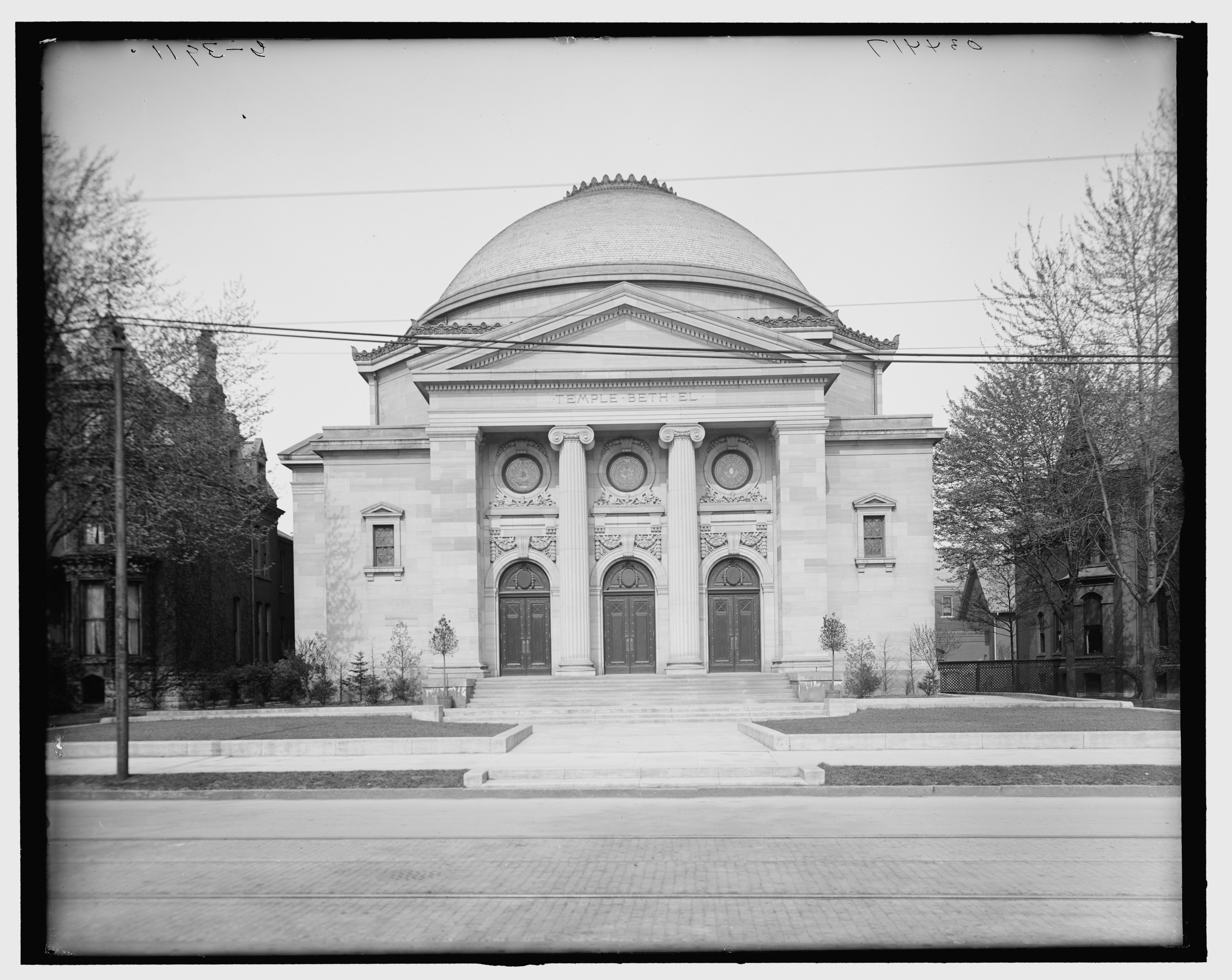
Bonstelle Theatre, 1903

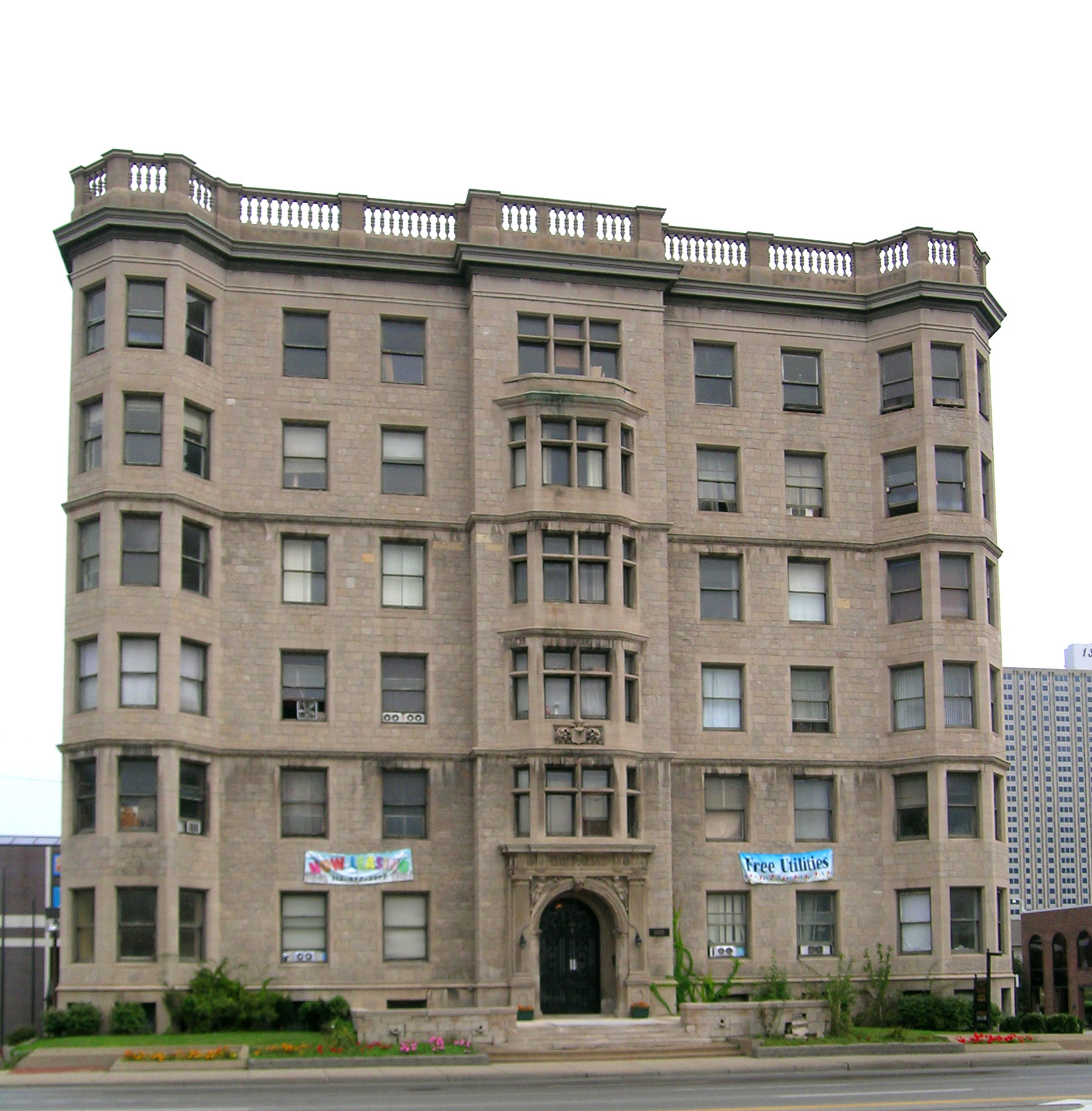
Palms Apartments, 1903

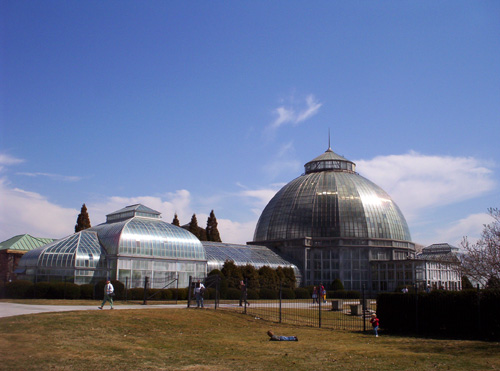
Belle Isle Conservatory, 1904

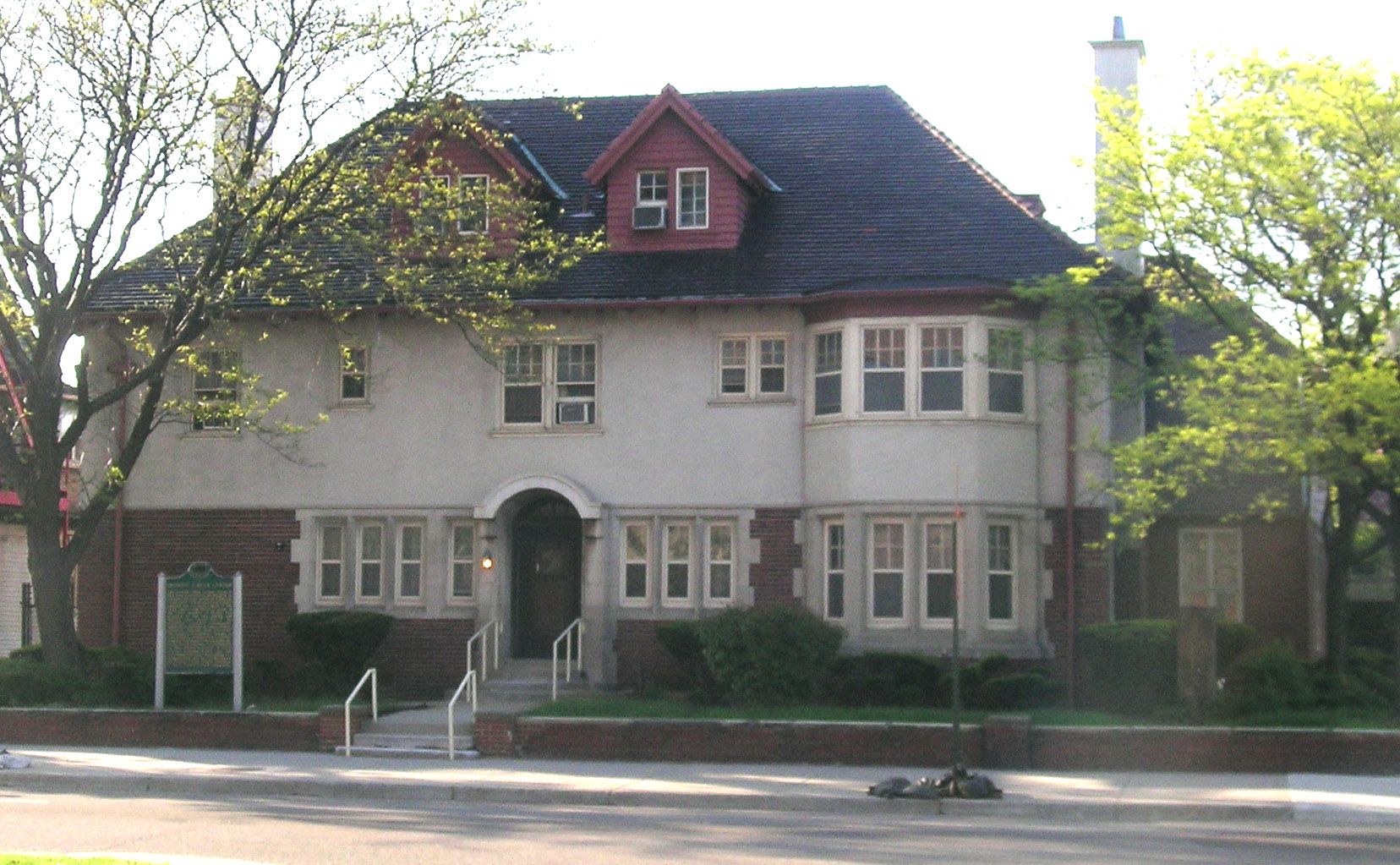
Casa di Albert Kahn, 1906

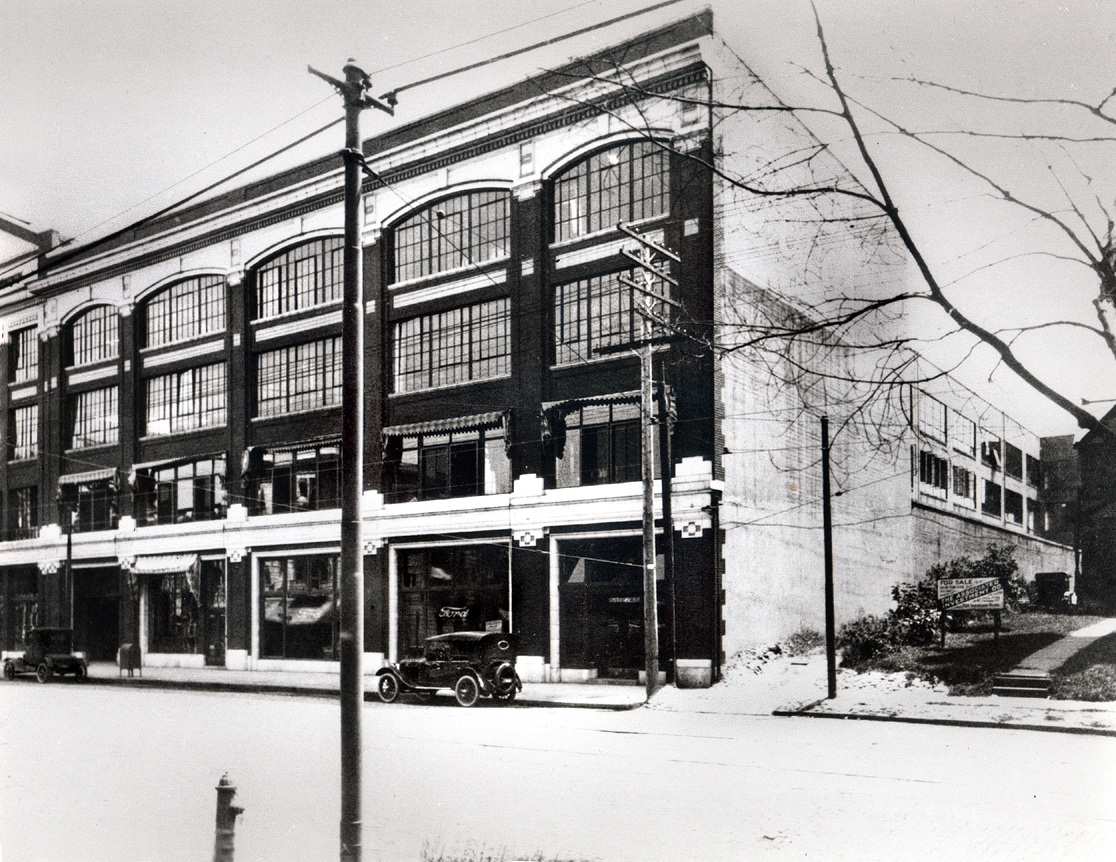
Ford Assembly Plant (ora Cleveland Institute of Art), 1914

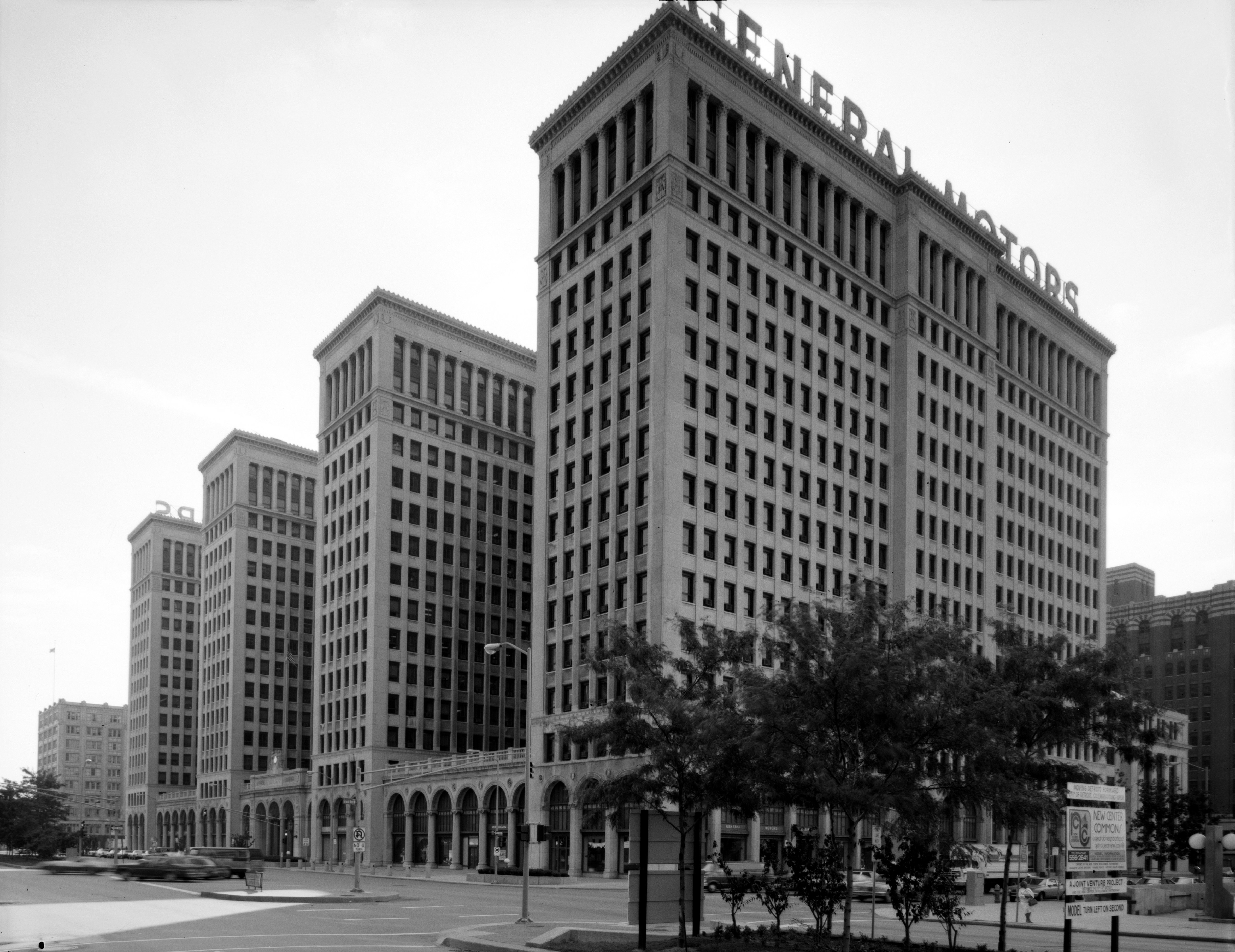
General Motors Building (ora Cadillac Place), 1919

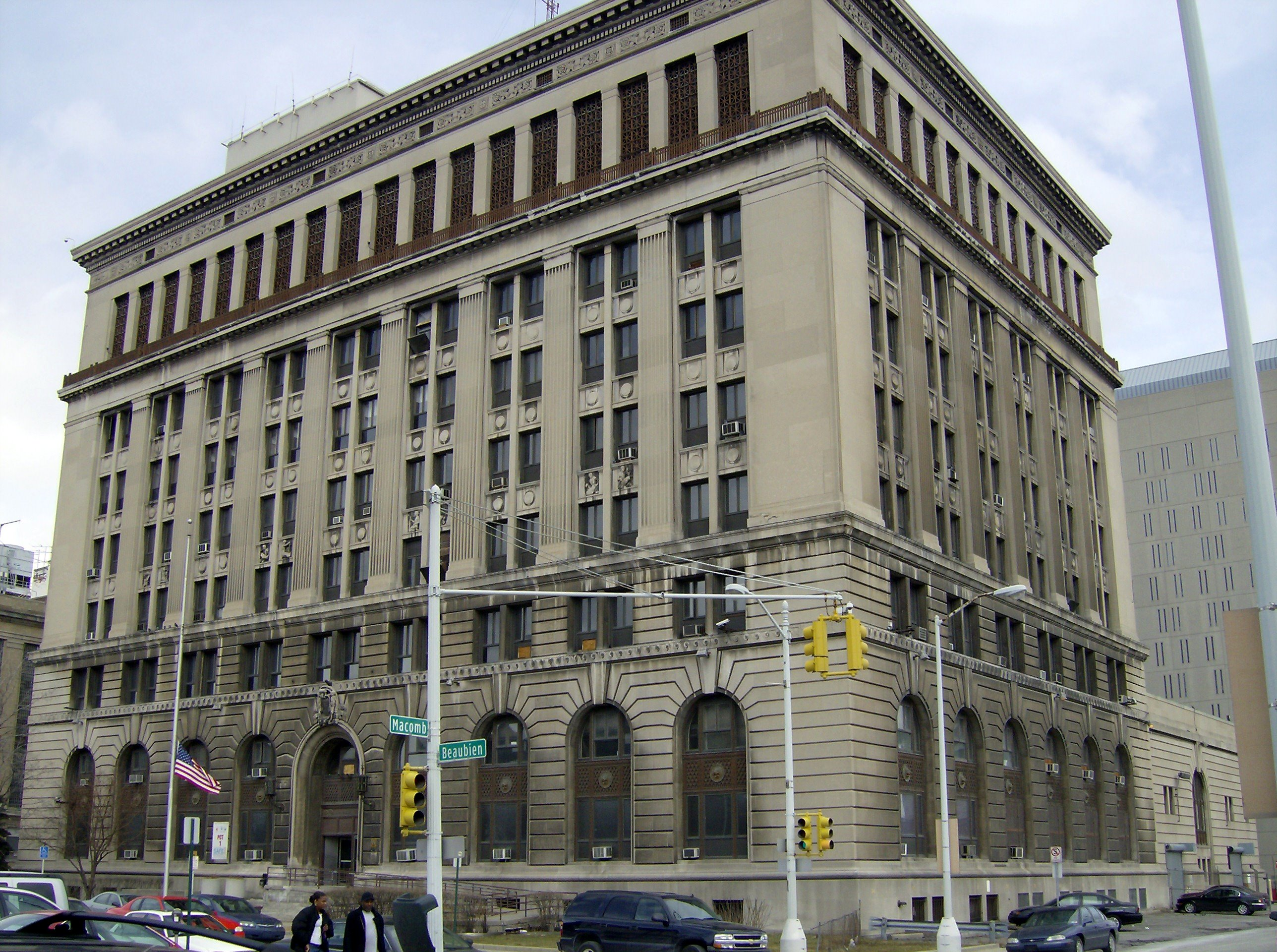
Former Detroit Police Headquarters, 1923

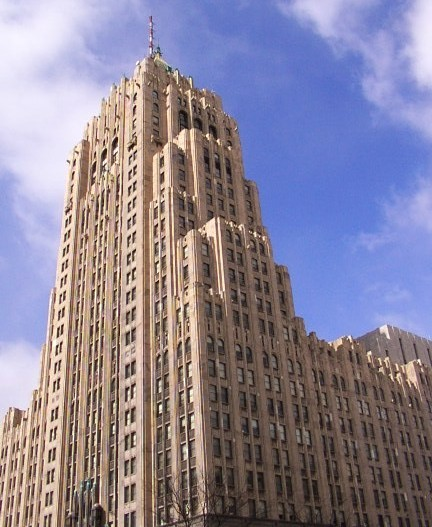
Fisher Building, 1928

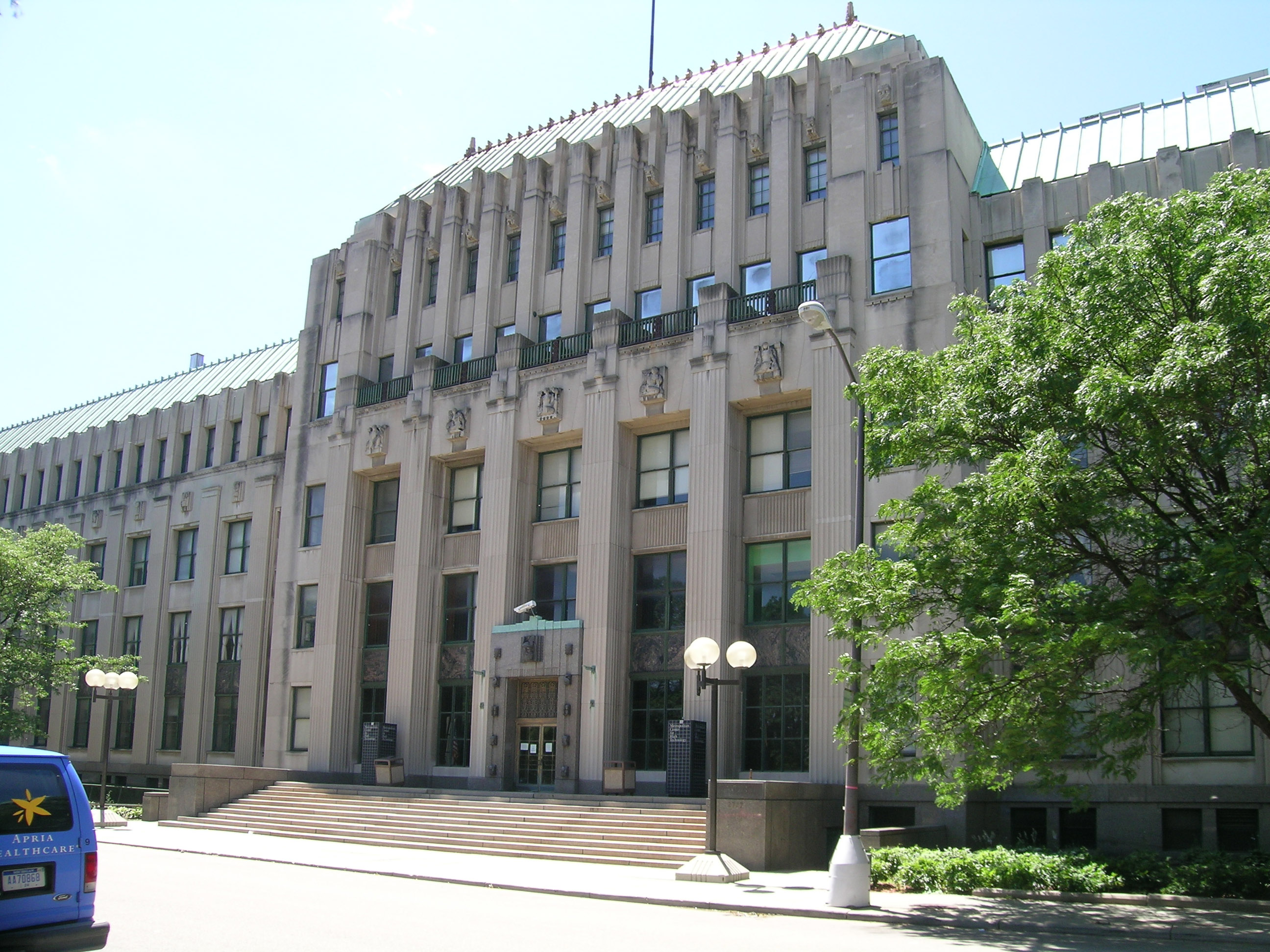
Metropolitan Center for High Technology, 1927

Tutti gli edifici sono localizzati a Detroit, salvo indicazione:
- Dexter M. Ferry (residenza estiva), 1890;
- Hiram Walker (uffici), 1892;
- William Livingstone House, 1894;
- Children's Free Hospital, 1896;
- Bethany Memorial Church, 1897;
- Bernard Ginsburg House, 1898;
- Joseph R. McLaughlin, 1899;
- Edward DeMille Campbell House, 1899;
- George Headley, 1900;
- Detroit Racquet Club, 1902;
- Frederick L. Colby, 1902;
- Packard Automotive Plant, 1903;
- Palms Apartments, 1903;
- Bonstelle Theatre, teatro, 1903;
- Belle Isle Aquarium, 1904;
- Francis C. McMath, 1904;
- Brandeis-Millard House, Omaha, 1904;
- Arthur Kiefer, 1905;
- Charles M. Swift, 1905;
- Albert Kahn House (residenza di Kahn), 1906;
- Burham S. Colburn, 1906;
- Gustavus D. Pope, 1906;
- Allen F. Edwards, 1906;
- George N. Pierce Plant, Buffalo, 1906;
- Willistead Manor, Ontario, 1906;
- Battle Creek Post Office, Battle Creek, 1907;
- Belle Isle Casino, 1907;
- Cranbrook House, Bloomfield Hills, 1907;
- Service Building for the Packard Motor Car Company, New York, 1907;
- Frederick H. Holt House, 1907;
- Highland Park Ford Plant, Highland Park, 1908;
- Edwin S. George Building, 1908;
- Kaufman Footwear Building, Kitchener, 1908;
- Mahoning National Bank, Youngstown, 1909;
- Frederick Stearns Building, 1910;
- Packard Motor Corporation Building, Filadelfia, 1910–1911;
- Hugh Chalmers, 1911;
- Merganthaler Linotype Company Buildings, Brooklyn, 1910-1920;
- National Theatre, 1911;
- Shaw Walker Company, Muskegon, 1912;
- Bates Mill Building Number 5, Lewiston, 1914;
- Ford Motor Company Assembly Plant, Cleveland, 1914;
- Kales Building, 1914;
- University Liggett School, 1914;
- Benjamin Siegel, 1913-1914;
- Detroit Athletic Club, 1915;
- Garden Court Apartments, 1915;
- Vinton Building, 1916;
- Russell Industrial Center, 1916;
- Omaha Ford Motor Company Assembly Plant, Omaha, 1916;
- The Detroit News Building, 1917;
- Ford Motor Company New York Headquarters, New York, 1917;
- Ford River Rouge Complex, Dearborn, 1917-1928;
- Multiple buildings and Aircraft Maintenance Hangars, Hampton, 1917–1919,
- Motor Wheel Factory, Lansing, 1918;
- General Motors Building (Cadillac Place), 1919;
- Fisher Body Plant 21, 1921;
- First Congregational Church, 1921;
- Phoenix Mill, Plymouth, 1921;
- First National Building, 1922;
- Park Avenue Building, 1922;
- Former Detroit Police Headquarters, 1923;
- Bethel Community Transformation Center (Temple Beth El), 1923;
- Walker Power Plant, Ontario, 1923;
- The Flint Journal Building, Flint, 1924;
- Olde Building, 1924;
- Ford Motor Company Lamp Factory, Flat Rock, 1921–1925;
- Detroit Free Press Building, 1925;
- Palmer Park Apartment Building Historic District (1001 Covington Apartments), 1925;
- Blake Building, Jackson, 1926;
- Ford Hangar (Lansing Municipal Airport), Lansing, 1926;
- Packard Motor Car Showroom and Storage Facility, Buffalo, 1926;
- Packard Proving Grounds, Shelby, 1926;
- Packard Showroom, New York, 1926;
- Metropolitan Center for High Technology (S. S. Kresge World Headquarters), 1927;
- Edsel and Eleanor Ford House, 1927;
- Fisher Building, 1928;
- Muskegon Chronicle Building, Muskegon, 1928;
- Argonaut Building (General Motors laboratory), 1928;
- Brooklyn Printing Plant (New York Times), Brooklyn, 1929;
- Detroit Times Building, 1929;
- Griswold Building, 1929;
- Packard Service Building, New York, 1929;
- Ford Motor Company Assembly Plant, Richmond, 1930;
- New Center Building, 1930;
- The Dearborn Inn, Dearborn, 1931;
- Former Building (Congregation Shaarey Zedek), 1932;
- General Motors Building (Century of Progress International Exposition), Chicago, 1933;
- Ford Rotunda, Dearborn, 1934;
- Chevrolet/Fisher Body plant, Baltimore, Maryland, 1935;
- Burroughs Adding Machine Plant, Plymouth,  1938;
- Dodge Truck Plant, Warren, 1938;
- Detroit Arsenal Tank Plant, Warren, 1941;
- Willow Run (Bomber Plant), 1941;
- Hangars A and B (NAS Barbers Point), Hawaii, 1943;
- Upjohn Tower, Kalamazoo, 1943;
- Cold Spring Granite Company Main Plant, Cold Spring, 1929.

Opere realizzate alla Università del Michigan:

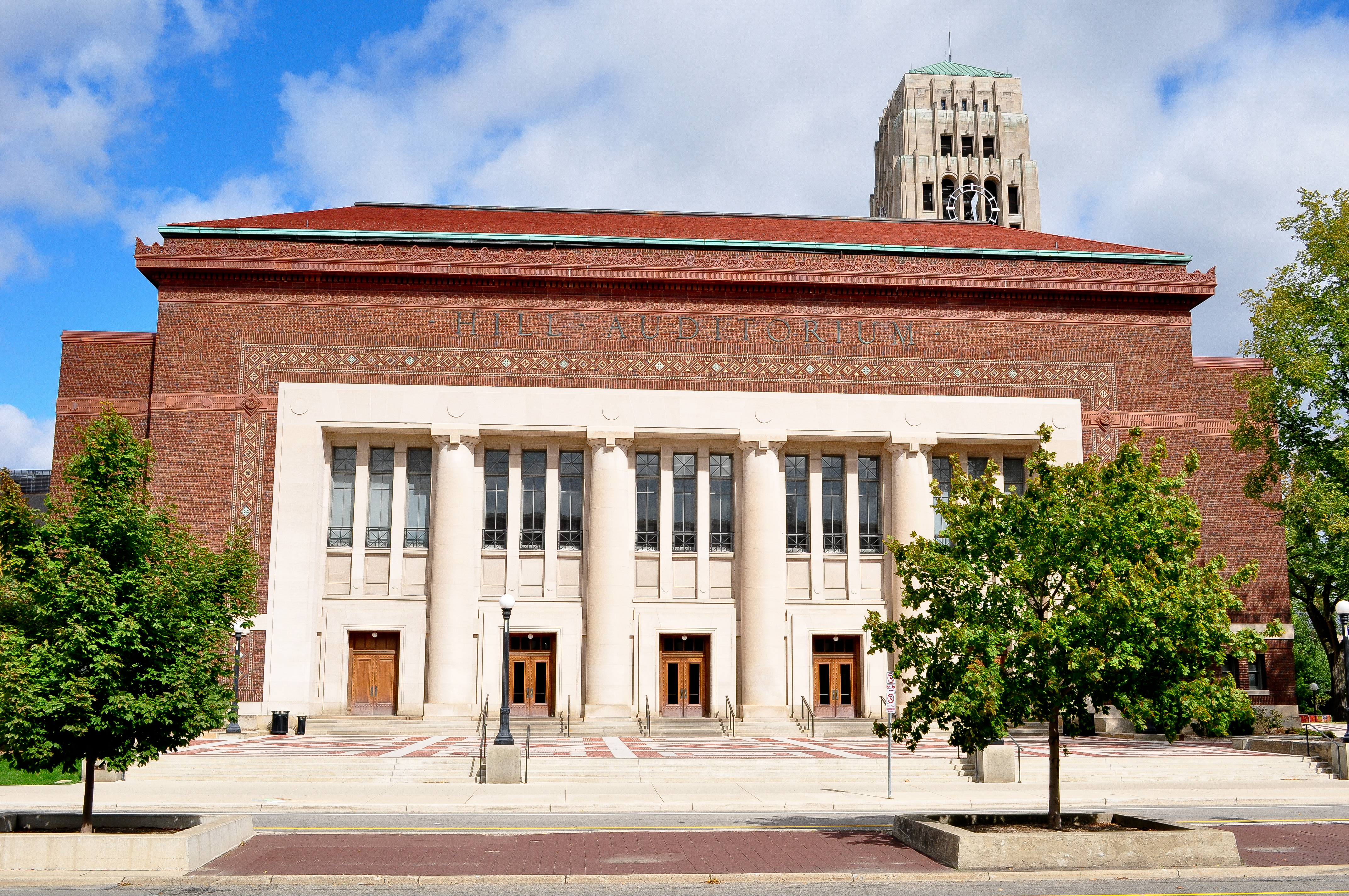
Hill Auditorium, 1913

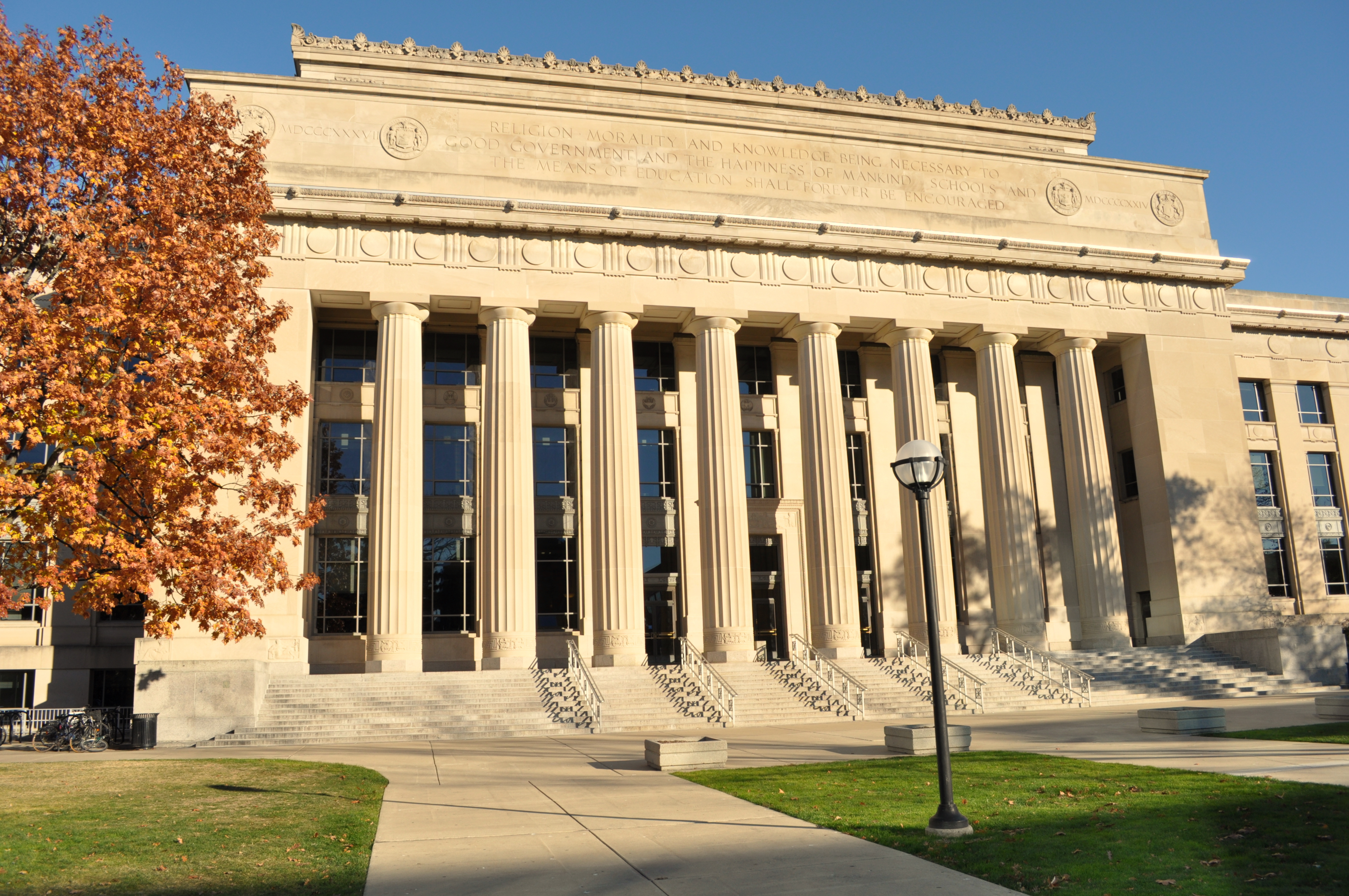
University of Michigan, 1924

- Engineering Building (West Hall), 1904;
- Psychopathic Hospital, 1906;
- Hill Auditorium, 1913;
- Helen Newberry Residence Hall, 1915;
- Natural Science Building, 1915;
- Betsy Barbour House, 1920;
- General Library (Harlan Hatcher Graduate Library), 1920;
- William L. Clements Library, 1923;
- Angell Hall Observatory|Angell Hall, 1924;
- Physical Science Building (Randall Laboratory), 1924;
- University Hospital, 1925;
- Couzens Hall, 1925;
- East Medical Building (C. C. Little Building), 1925;
- Thomas H. Simpson Memorial Institute, 1927;
- University of Michigan Museum of Art, 1928;
- Burton Memorial Tower, 1936;
- Neuropsychiatric Institute, 1938.